# اتحادیه ناسیونال سوسیالیست

نشان اتحادیهٔ ناسیونال سوسیالیست

اتحادیهٔ ناسیونال سوسیالیست (به انگلیسی: National Socialist League) جنبشی نازیستی و کوتاه‌مدت بود که اندکی پیش از آغاز جنگ جهانی دوم در بریتانیا پدیدار شد.
بنیادگذاران این اتحادیه ویلیام جویس، جان بکت و جان انگس مک‌نب بودند که در ۱۹۳۷ با انشعاب از اتحادیه فاشیست‌های بریتانیا آن را پایه‌ریختند. این سه دلیل کناره‌گیری خود از اتحادیهٔ فاشیست را وابستگی بیش از حد آزوالد موزلی رهبر اتحادیه به فاشیسم قاره‌ای اروپا بیان می‌داشتند. در آینده هم گارد سیاه‌پوش اتحادیهٔ فاشیست بریتانیا به چشم دشمن به اتحادیهٔ ناسیونال سوسیالیست می‌نگریستند و به میتینگ‌های آنان حمله می‌بردند. ارگان این اتحادیه نشریه سکان‌دار (به انگلیسی: The Helmsman) بود. این اتحادیهٔ در ۱۹۳۹ منحل شد و ویلیام جویس به آلمان رفت.